# Jacek Aleksander Prokopski
Jacek Aleksander Prokopski – polski filozof, doktor habilitowany nauk teologicznych, znawca filozofii Sørena Kierkegaarda i egzystencjalizmu, eseista, autor przekładów literatury filozoficznej i teologicznej, profesor uczelni w Katedrze Studiów nad Nauką, Techniką i Społeczeństwem Wydziału Zarządzania Politechniki Wrocławskiej. Rezydent ds. filozofii w Teatrze im. Stanisława Ignacego Witkiewicza w Zakopanem.

## Życiorys
W 2014 na podstawie dorobku naukowego oraz rozprawy pt. Hegel-Kierkegaard. Filozoficzno-teologiczna kontrowersja. Krytyczny komentarz do głównych dzieł uzyskał na Wydziale Teologicznym Chrześcijańskiej Akademii Teologicznej w Warszawie stopień naukowy doktora habilitowanego nauk teologicznych.  Wykłada w Katedrze Studiów nad Nauką, Techniką i Społeczeństwem Wydziału Zarządzania Politechniki Wrocławskiej. Prowadził zajęcia na Wydziale Malarstwa i Rzeźby Akademii Sztuk Pięknych im. Eugeniusza Gepperta we Wrocławiu, w Instytucie Filozofii Wydziału Nauk Społecznych Uniwersytetu Wrocławskiego, Ewangelikalnej Wyższej Szkole Teologicznej we Wrocławiu, a także na Wydziale Kultury i Sztuki Lwowskiego Uniwersytetu Narodowego im. Iwana Franki we Lwowie.
Współpracuje z Centrum Badawczym Sørena Kierkegaarda na Wydziale Teologii Uniwersytetu Kopenhaskiego, uczestniczy w pracach badawczych Centrum Badań Myśli Sørena Kierkegaarda w IFiSUP w Krakowie.

## Ważniejsze publikacje
Monografie:
- Søren Kierkegaard. Dialektyka paradoksu wiary, Oficyna Wydawnicza Arboretum, Wrocław 2002[3], ss. 316.
- Egzystencja i tragizm. Dialektyka ludzkiej skończoności  Krytyka nowożytnej i współczesnej myśli egzystencjalistycznej, Wydawnictwo Marek Derewiecki, Kęty 2007, ss. 416.
- Hegel - Kierkegaard. Filozoficzno-teologiczna kontrowersja. Krytyczny komentarz do głównych dzieł, Oficyna Wydawnicza Atut, Wrocławskie Wydawnictwo Oświatowe, Wrocław 2013, ss. 326. Wyd. II rozszerzone: Wydawnictwo Marek Derewiecki, Kęty 2022, ss. 330.
- Chrześcijaństwo nie jest samotną wyspą. Szkic z pogranicza filozofii i teologii religii, [w:] Paul Tillich, Chrześcijaństwo i spotkanie religii świata, przeł. Jacek Aleksander Prokopski, Wydawnictwo Marek Derewiecki, Kęty 2023, ss. 9-114.

Tłumaczenia:
- Peter P. Rohde, Søren Kierkegaard, przeł. J.A. Prokopski, A. Szulc, Wydawnictwo Dolnośląskie, Wrocław 2001, ss. 219.
- Lew Szestow, Kierkegaard i filozofia egzystencjalna. Głos wołającego na pustyni, przeł., posłowiem i przypisami opatrzył Jacek Aleksander Prokopski, Wydawnictwo Antyk, Biblioteka Europejska, Kęty 2003, ss. 267. (Wstęp: Czesław Miłosz, Szestow albo czystość rozpaczy, ss. 7-21. Posłowie: J.A. Prokopski, Nad Szestowem i egzystencjalizmem, ss. 238-259.) Wyd. II: Wydawnictwo Hachette, Biblioteka Filozofów, Warszawa 2009, ss. 565. Wyd. III: Wydawnictwo Marek Derewiecki, Biblioteka Europejska, Kęty 2013, ss. 267.
- Jean Wahl, Krótka historia egzystencjalizmu, przeł., wstępem, posłowiem i przypisami opatrzył Jacek Aleksander Prokopski, Oficyna Wydawnicza Atut, Wrocławskie Wydawnictwo Oświatowe, Wrocław 2004, ss. 91.
- Søren Kierkegaard. Modlitwy. Nowa interpretacja jego życia i myśli, oprac. Perry D. LeFevre, przeł., wstępem i posłowiem opatrzył Jacek Aleksander Prokopski, Wydawnictwo Marek Derewiecki, Kety 2007, ss. 226.
- Walter Lowrie, Kierkegaard, przeł., wstępem i przypisami opatrzył J.A. Prokopski, Wydawnictwo Marek Derewiecki, Kęty 2011, ss. 672. (Przedmowa: Karol Toeplitz, Moc zaklęta w słowach, ss. 7-8. Wstęp: J.A. Prokopski, W zwierciadle Kierkegaarda, ss. 9-22.)
- Paul Tillich, Era Protestancka, przeł. J.A. Prokopski, N. Łomanowa-Barańska, Wydawnictwo Marek Derewiecki, Kęty 2016, ss. 396. (Przedmowa: Marcin Hintz, Paul Tillich, czyli prawdziwa odwaga, ss. 5-8. Wstęp: J.A. Prokopski, Wsłuchiwać się w świat współczesny. Rzecz o Paulu Tillichu, ss. 9-27. Posłowie: J.L. Adams, Tillicha koncepcja ery protestanckiej, ss. 339-391.)
- Paul Tillich, Teologia kultury, przeł. J.A. Prokopski, N. Łomanowa-Barańska, Wydawnictwo Marek Derewiecki, Kęty 2020, ss. 255. (Przedmowa: Marcin Hintz, Kłopot z chrześcijańską kulturą, ss. 5-10. Wstęp: J.A. Prokopski, Paula Tillicha sakralizacja kultury albo apologia "przegranych" spraw, ss. 11-52.)
- Paul Tillich, Chrześcijaństwo i spotkanie religii świata, przeł. J.A. Prokopski, Wydawnictwo Marek Derewiecki, Kęty 2023, ss. 192.

Artykuły i eseje:
- Człowiek jako osoba - implikacje egzystencjalne w psychologii i psychiatrii - w: Społeczno - ideowe aspekty medycyny i nauk przyrodniczych XVIII - XX wieku, praca zbiorowa pod red. B. Płonki-Syroki, Wydawnictwo Arboretum, Wrocław 2002, ss.114-124.
- Egzystencja i nicość: Kierkegaard, Heidegger, Sartre, w: Aktualność Kierkegaarda. W 150. rocznicę śmierci myśliciela z Kopenhagi, red. A. Szwed, Kęty 2006, ss. 109-139.
- W okowach egzystencjalnego wyboru: Kierkegaard, Szestow, Dostojewski, w: Miłość i samotność. Wokół myśli Sørena Kierkegaarda, Wydawnictwo Uniwersytetu Warszawskiego, Warszawa 2007, ss. 19-48.
- Nadzieja lęku: próba interpretacji egzystencjalno-religijnej, w: Zbawienie przez miłosierdzie i prawdę. Księga pamiątkowa ku czci profesora Ignacego Deca, red. J. Michalewski, Świdnica 2009, ss. 67-84.(Tekst wygłoszony 24 kwietnia 2009 r. w ramach sesji naukowej "Lęk i nadzieja" podczas IX Dni Tischnerowskich w Krakowie.)
- Kierkegaardowska krytyka Hegla. Wiara kontra system, w: Aktualność Sørena Kierkegaarda w filozofii, teologii i literaturze - W 200.rocznicę urodzin. Monografia wieloautorska pod red. naukową M. Hintza i M. Urbańskiej-Bożek, Parafia Ewangelicko-Augsburska Gdańsk-Gdynia-Sopot, Pomorskie Towarzystwo Filozoficzno-Teologiczne, Sopot - Gdańsk 2013, ss. 18-34.
- "Tobie - siebie", czyli Kierkegaarda anatomia miłości, w: W kręgu Kierkegaarda, red. A. Szwed, współpraca B. Sochańska, Duński Instytut Kultury & Wydawnictwo Marek Derewiecki, Warszawa - Kęty 2014, ss. 270-292.
- Kierkegaard - o naśladowaniu Chrystusa. Możliwość innej postaci istnienia, w: Polifoniczny świat Kierkegaarda. Księga honorowa dedykowana profesorowi Karolowi Toeplitzowi, red. E. Kasperski, M. Urbańska-Bożek, Pomorskie Towarzystwo Filozoficzno-Teologiczne, Gdańsk 2014, ss.104-126.
- Grzech, lęk, upadek. Studium teologii Kierkegaarda, w: Studia o filozofii Sørena Kierkegaarda. Koncepcje, polemiki, inspiracje, red. M. Gołebiewska, Wydawnictwo Instytutu Filozofii i Socjologii Polskiej Akademii Nauk, Warszawa 2015, ss. 93-111.
- Włodzimierz Herman, Filozof na scenie czyli moja przygoda teatralna z Kierkegaardem. Wrocławska nostalgia. Wstęp: J.A.Prokopski, Kierkegaard, czyli wybór maski. Nie tylko estetyczno-satyryczny esej, ss. 9-59. Posłowie: Janusz Degler, List do przyjaciela, ss. 205-212. Redakcja naukowa i literacka J.A. Prokopski, Oficyna Wydawnicza Atut, Wrocławskie Wydawnictwo Oświatowe, Wrocław 2015, ss. 218.
- Søren Aabye Kierkegaard, Bojaźń i drżenie, przeł. K. Toeplitz. Wstęp: J. A. Prokopski, Abraham Kierkegaarda, czyli ojciec i syn na orlej perci wiary. Studium teologiczno-filozoficzne z dodatkiem biografizmu. Na okoliczność nowego polskiego przekładu „Frygt og baeven”, ss. 5-34. Redakcja naukowa Maria Urbańska-Bożek, Wydawnictwo Marek Derewiecki, Kęty 2018, ss. 176.
- Albo zginąć, albo zwyciężyć, czyli apologia wiary w duchu Kierkegaarda, w: Kierkegaard, czyli Mowy na piątkowym zebraniu dla wspólnie pogrzebanych. Pamięci Profesora Edwarda Kasperskiego, red. J.A. Prokopski, M. Urbańska-Bożek, Wydawnictwo Marek Derewiecki, Wydawnictwo Naukowe Chrześcijańskiej Akademii Teologicznej w Warszawie, Kęty - Warszawa 2019, ss. 77-108.
- Posthumous Recollections of Professor Edward Kasperski, Literary Scholar and Philosopher, Our Associate in Mystery of Kierkegaard, w: Kierkegaard, czyli Mowy na piątkowym zebraniu dla wspólnie pogrzebanych. Pamięci Profesora Edwarda Kasperskiego, red. J.A. Prokopski, M. Urbańska-Bożek, Wydawnictwo Marek Derewiecki, Wydawnictwo Naukowe Chrześcijańskiej Akademii Teologicznej w Warszawie, Kęty - Warszawa 2019, ss. 41-71.
- Nadzieja skowana niepewnością. Wokół myśli Lwa Szestowa, „Ruch Filozoficzny”, 2022, t. LXXVIII, nr 1, s. 75-95.
- O egzystencjalnej komunikacji w sztuce i literaturze. Igraszki filozofów, „Ruch Filozoficzny”, 2023, t. 79, nr 2, s. 181-204.

Inne:
- Prokopski Jacek Aleksander, Kierkegaard Bibliography, Vol. 19, Tome V Southern, Central and Eastern Europe, Part II Central Europe, w edycji Jona Stewarta i Petera Śajdy, [w:] Kierkegaard Research: Sources, Reception and Resources (21 volumes), Søren Kierkegaard Research Centre at Copenhagen University, Denmark; Routledge, London and New York  2016, ss. viii+271 (we współpracy z K. Toeplitzem, A. Szwedem, W. Kaftańskim).